# West Ella
West Ella – wieś w Anglii, w hrabstwie East Riding of Yorkshire. Leży 10 km na zachód od miasta Hull i 250 km na północ od Londynu.